# Чемпіонат Європи з легкої атлетики 2012
Чемпіонат Європи з легкої атлетики 2012 був проведений 27 червня-1 липня в Гельсінкі на Олімпійському стадіоні.
Фынська столиця втретє, після чемпіонатів 1971 та 1994 років, приймала такі змагання в своїй історії.
У зв'язку з тим, що 2012 рік був олімпійським, до програми чемпіонату не входили шосейні дисципліни (спортивна ходьба та марафонський біг).

## Призери

### Чоловіки
| Дисципліни                | Золото                                                                                              | Золото      | Срібло | Срібло   | Бронза                                                                                          | Бронза      |
| ------------------------- | --------------------------------------------------------------------------------------------------- | ----------- | --- | -------- | ----------------------------------------------------------------------------------------------- | ----------- |
| 100 метрів                | Крістоф Леметр Франція                                                                              | 10,09       | Джиммі Віко Франція                                                                                               | 10,12 SB | Джейсума Саїді Ндуре Норвегія                                                                   | 10,17       |
| 200 метрів                | Чуранді Мартіна Нідерланди                                                                          | 20,42       | Патрік ван Лейк Нідерланди                                                                                        | 20,87    | Денієл Телбот Велика Британія                                                                   | 20,95       |
| 400 метрів                | Павел Маслак Чехія                                                                                  | 45,24       | Деак-Надь Марцелл Угорщина                                                                                        | 45,52 SB | Яннік Фонса Франція                                                                             | 45,82       |
| 800 метрів                | Юрій Борзаковський Росія                                                                            | 1.48,61     | Андреас Бубе Данія                                                                                                | 1.48,69  | П'єр-Амбруаз Босс Франція                                                                       | 1.48,83     |
| 1500 метрів               | Генрик Інгебрігтсен Норвегія                                                                        | 3.46,20     | Флоріан Карвалью Франція                                                                                          | 3.46,33  | Давід Бустос Іспанія                                                                            | 3.46,45     |
| 5000 метрів               | Мо Фара Велика Британія                                                                             | 13.29,91    | Арне Габіус Німеччина                                                                                             | 13.31,83 | Полат Кембой Арікан Туреччина                                                                   | 13.32,63    |
| 10000 метрів              | Полат Кембой Арікан Туреччина                                                                       | 28.22,27    | Данієле Меуччі Італія                                                                                             | 28.22,73 | Євген Рибаков Росія                                                                             | 28.22,95 SB |
| 100 метрів з бар'єрами    | Сергій Шубенков Росія                                                                               | 13,16       | Гарфільд Дар'ян Франція                                                                                           | 13,20    | Артур Нога Польща                                                                               | 13,27 NR    |
| 400 метрів з бар'єрами    | Різ Вільямс Велика Британія                                                                         | 49,33 SB    | Емір Бекрич Сербія                                                                                                | 49,49    | Станіслав Мельников Україна                                                                     | 49,69       |
| 3000 метрів з перешкодами | Маєдін Мекіссі-Бенаббад Франція                                                                     | 8.33,29     | Тарік Лангат Акдаг Туреччина                                                                                      | 8.35,24  | Віктор Гарсія Іспанія                                                                           | 8.35,87     |
| 4×100 метрів              | Нідерланди Бріан Мар'яно Чуранді Мартіна Джованні Кодрінгтон Патрік ван Лейк Джеррел Феррел (забіг) | 38,34 EL NR | Німеччина Джуліан Ройс Тобіас Унгер Александер Косенков Лукас Якубчик Мартін Келлер (забіг)                       | 38,44    | Франція Рональд Поньйон Крістоф Леметр П'єр-Алексі Пессонно Емманюель Бірон Джиммі Віко (забіг) | 38,46       |
| 4×400 метрів              | Бельгія Антуан Жилле Йонатан Борле Єнте Букер Кевін Борле Нільс Дюерінк (забіг)                     | 3.01,09 EL  | Велика Британія Найджел Лівайн Конрад Вільямс Роберт Тобін Річард Бак Майкл Бінем (забіг) Люк Леннон-Форд (забіг) | 3.01,56  | Німеччина Йонас Пласс Камге Габа Ерік Крюгер Томас Шнайдер Ніклас Цендер (забіг)                | 3.01,77     |
|                           | |             | |          |                                                                                                 |             |
| Стрибки у висоту          | Роберт Грабарз Велика Британія                                                                      | 2,31        | Райвідас Станіс Литва                                                                                             | 2,31 PB  | Мікаель Анані Франція                                                                           | 2,28        |
| Стрибки з жердиною        | Рено Лавіллені Франція                                                                              | 5,97 WL     | Б'єрн Отто Німеччина                                                                                              | 5,92 PB  | Рафаель Гольцдеппе Німеччина                                                                    | 5,77 SB     |
| Стрибки у довжину         | Себастьян Баєр Німеччина                                                                            | 8,34 SB     | Луїс Меліс Іспанія                                                                                                | 8,21 SB  | Мішель Торнеус Швеція                                                                           | 8,17 SB     |
| Портійний стрибок         | Фабріціо Донато Італія                                                                              | 17,63       | Шериф ель Шериф Україна                                                                                           | 17,28    | Олексій Цапик Білорусь                                                                          | 16,97       |
| Штовхання ядра            | Давід Шторль Німеччина                                                                              | 21,58 SB    | Рутгер Сміт Нідерланди                                                                                            | 20,55 SB | Асмір Калашинаць Сербія                                                                         | 20,36       |
| Метання диска[a]          | Роберт Гартінг Німеччина                                                                            | 68,30       | Герд Кантер Естонія                                                                                               | 66,53    | Рутгер Сміт Нідерланди                                                                          | 64,02       |
| Метання молота            | Парш Крістіан Угорщина                                                                              | 79,72       | Олексій Загорний Росія                                                                                            | 77,40    | Шимон Зюлковський Польща                                                                        | 76,67       |
| Метання списа             | Вітеслав Веселий Чехія                                                                              | 83,72       | Валерій Йордан Росія                                                                                              | 83,32 PB | Арі Манніо Фінляндія                                                                            | 82,63       |
|                           | |             | |          |                                                                                                 |             |
| Десятиборство             | Паскаль Беренбрух Німеччина                                                                         | 8558 EL PB  | Олексій Касьянов Україна                                                                                          | 8321     | Ілля Шкуреньов Росія                                                                            | 8219 PB     |

a  Угорець Кеваго Зольтан був третім у чоловічому метанні диска з результатом 66,42, проте пізніше був дискваліфікований за порушення антидопінгових правил, що призвело до анулювання здобутої ним медалі.

### Жінки
| Дисципліни                   | Золото                                                                                       | Золото     | Срібло | Срібло   | Бронза                                                                 | Бронза   |
| ---------------------------- | -------------------------------------------------------------------------------------------- | ---------- | --- | -------- | ---------------------------------------------------------------------- | -------- |
| 100 метрів                   | Івет Лалова Болгарія                                                                         | 11,28      | Олеся Повх Україна                                                                                              | 11,32    | Ліна Грінчикайте Литва                                                 | 11,32 SB |
| 200 метрів                   | Марія Рємєнь Україна                                                                         | 23,05      | Христина Стуй Україна                                                                                           | 23,17    | Міріам Сумаре Франція                                                  | 23,21    |
| 400 метрів                   | Моа Г'єлмер Швеція                                                                           | 51,13 NR   | Ксенія Задоріна Росія                                                                                           | 51,26 SB | Ілона Усович Білорусь                                                  | 51,94    |
| 800 метрів[b]                | Лінсі Шарп Велика Британія                                                                   | 2.00,52 PB | Марина Арзамасова Білорусь                                                                                      | 2.01,02  | Лілія Лобанова Україна                                                 | 2.01,29  |
| 1500 метрів[с]               | Нурія Фернандес Іспанія                                                                      | 4.08,80    | Діана Зуєв Німеччина                                                                                            | 4.09,28  | Тереза Чапкова Чехія                                                   | 4.10,17  |
| 5000 метрів                  | Ольга Головкіна Росія                                                                        | 15.11,70   | Сара Морейра Португалія                                                                                         | 15.12,05 | Джулія Блісдейл Велика Британія                                        | 15.12,77 |
| 10000 метрів                 | Ана Дулсе Феліш Португалія                                                                   | 31.44,75   | Джоанн Пейві Велика Британія                                                                                    | 31.49,03 | Ольга Скрипак Україна                                                  | 31.51,32 |
| 100 метрів з бар'єрами[d]    | Аліна Талай Білорусь                                                                         | 12,91      | Катерина Поплавська Білорусь                                                                                    | 12,97    | Беате Шротт Австрія                                                    | 12,98 SB |
| 400 метрів з бар'єрами[e]    | Деніза Росолова Чехія                                                                        | 54,24 PB   | Анна Ярощук Україна                                                                                             | 54,35 PB | Зузана Гейнова Чехія                                                   | 54,49    |
| 3000 метрів з перешкодами[f] | Гюльджан Мінгір Туреччина                                                                    | 9.32,96    | Антьє Мельднер-Шмідт Німеччина                                                                                  | 9.36,37  | Геза Краузе Німеччина                                                  | 9.38,20  |
| 4×100 метрів                 | Німеччина Лена Гюнтер Анне Сібіс Татьяна Пінту Верена Зайлер                                 | 42,51 EL   | Нідерланди Кадене Васселл Дафне Схіперс Єва Лубберс Джаміль Самуель Естер Акіхарі (забіг) Маріт Дофейде (забіг) | 42,80 NR | Польща Маріка Попович Дарія Корчинська Марта Єшке Евеліна Птак         | 43,06    |
| 4×400 метрів                 | Україна Юлія Олішевська Ольга Земляк Наталія Пигида Аліна Логвиненко Дарина Приступа (забіг) | 3.25,07 EL | Франція Фара Анакарсіс Ленора Гійон Фірман Марі Гайо Флорія Гей Елеа Маріама Діарра (забіг)                     | 3.25,49  | Чехія Зузана Гейнова Зузана Бергрова Їтка Бартонічкова Деніза Росолова | 3.26,02  |
|                              |                                                                                              |            | |          |                                                                        |          |
| Стрибки у висоту             | Рут Бейтья Іспанія                                                                           | 1,97 SB    | Тоньє Ангельсен Норвегія                                                                                        | 1,97 PB  | Ірина Гордеєва РосіяЕмма Грін ШвеціяОлена Холоша Україна               | 1,92     |
| Стрибки з жердиною           | Їржина Птачникова Чехія                                                                      | 4,60       | Мартіна Штруц Німеччина                                                                                         | 4,60 SB  | Ніколета Киріякопулу Греція                                            | 4,60 SB  |
| Стрибки у довжину            | Елюаз Лесер Франція                                                                          | 6,81 SB    | Ольга Сударева Білорусь                                                                                         | 6,74     | Маргрете Ренстрем Норвегія                                             | 6,67     |
| Потрійний стрибок            | Ольга Саладуха Україна                                                                       | 14,99 WL   | Патрісія Мамона Португалія                                                                                      | 14,52 NR | Яна Бородіна Росія                                                     | 14,36    |
| Штовхання ядра               | Надін Кляйнерт Німеччина                                                                     | 19,18      | Ірина Тарасова Росія                                                                                            | 18,91    | К'яра Роса Італія                                                      | 18,47    |
| Метання диска                | Сандра Перкович Хорватія                                                                     | 67,62      | Надін Мюллер Німеччина                                                                                          | 65,41    | Наталія Фокіна-Семенова Україна                                        | 62,91    |
| Метання молота               | Аніта Влодарчик Польща                                                                       | 74,29      | Мартіна Грашнова Словаччина                                                                                     | 73,34 SB | Анна Булгакова Росія                                                   | 71,47    |
| Метання списа                | Віра Ребрик Україна                                                                          | 66,86 NR   | Крістіна Оберґфелль Німеччина                                                                                   | 65,12    | Лінда Шталь Німеччина                                                  | 63,69    |
|                              |                                                                                              |            | |          |                                                                        |          |
| Семиборство[g]               | Антуанетт Нана Джиму Франція                                                                 | 6544 PB    | Лаура Ікаунієце Латвія                                                                                          | 6335 PB  | Айга Грабусте Латвія                                                   | 6325 SB  |

b  У квітні 2013 стало відомо, що антидопінгова комісія Всеросійської федерації легкої атлетики дискваліфікувала на 2 роки Олену Аржакову, яка виграла золото на дистанції 800 метрів, на підставі «аномальних показників гематологічного профілю біологічного паспорта». Всі результати, досягнуті спортсменкою починаючи з 12 липня 2011, були анульовані, включаючи виступ на чемпіонаті Європи-2012. У 2016 з аналогічної причини була дискваліфікована росіянка Ірина Марачова, яка посіла третє місце та отримала срібло після анулювання перемоги Аржакової. Результат Марачової на чемпіонаті Європи-2012 був також анульований.
с  Перші чотири спортсменки в бігу на 1500 метрів в різні роки були дискваліфіковані за допінгові порушення, а їх результати на чемпіонаті Європи-2012 — анульовані. Переможниця Аслі Чакір Алптекін була позбавлена всіх результатів з 2010, Гамзе Булут, яка була другою, втратила результати з 20 липня 2011, третя Анна Міщенко — з 28 червня 2012, четверта Катерина Горбунова — з 12 липня 2011.
d  Невін Янит з Туреччини, яка виграла біг на 100 метрів з бар'єрами на чемпіонаті Європи-2012, була діскваліфікована в 2013 за порушення антидопінгових правил з наступним перерозподілом нагород.
e  Переможниця бігу на 400 метрів з бар'єрами Ірина Давидова була дискваліфікована за порушення антидопінгових правил з наступним перерозподілом нагород.
f  У квітні 2015 українка Світлана Шмідт, яка була другою у жіночому стіпль-чезі, за порушення антидопінгових правил була дискваліфікована на 4 роки починаючи з 17 березня 2015 з анулюванням всіх результатів між 8 березня 2012 та 17 березня 2015.
g  Українка Людмила Йосипенко, яка була другою у семиборстві, за порушення антидопінгових правил була дискваліфікована на 4 роки з анулюванням досягнутого у Гельсінкі результату.

## Медальний залік
| Місце                | Країна               | Золото | Срібло | Бронза | Загалом |
| -------------------- | -------------------- | ------ | ------ | ------ | ------- |
| 1                    | Німеччина            | 6      | 7      | 4      | 17      |
| 2                    | Франція              | 5      | 4      | 5      | 14      |
| 3                    | Україна              | 4      | 6      | 6      | 16      |
| 4                    | Велика Британія      | 4      | 2      | 1      | 7       |
| 5                    | Чехія                | 4      | 0      | 2      | 6       |
| 6                    | Росія                | 3      | 4      | 5      | 12      |
| 7                    | Нідерланди           | 2      | 3      | 1      | 6       |
| 8                    | Туреччина            | 2      | 1      | 1      | 4       |
| 9                    | Іспанія              | 1      | 1      | 2      | 4       |
| 9                    | Норвегія             | 1      | 1      | 2      | 4       |
| 11                   | Італія               | 1      | 1      | 1      | 3       |
| 11                   | Португалія           | 1      | 1      | 1      | 3       |
| 13                   | Угорщина             | 1      | 1      | 0      | 2       |
| 14                   | Польща               | 1      | 0      | 3      | 4       |
| 15                   | Швеція               | 1      | 0      | 2      | 3       |
| 16                   | Бельгія              | 1      | 0      | 0      | 1       |
| 16                   | Болгарія             | 1      | 0      | 0      | 1       |
| 16                   | Хорватія             | 1      | 0      | 0      | 1       |
| 19                   | Білорусь             | 0      | 3      | 3      | 6       |
| 20                   | Латвія               | 0      | 1      | 1      | 2       |
| 20                   | Литва                | 0      | 1      | 1      | 2       |
| 20                   | Сербія               | 0      | 1      | 1      | 2       |
| 23                   | Данія                | 0      | 1      | 0      | 1       |
| 23                   | Естонія              | 0      | 1      | 0      | 1       |
| 23                   | Словаччина           | 0      | 1      | 0      | 1       |
| 26                   | Греція               | 0      | 0      | 1      | 1       |
| 26                   | Фінляндія            | 0      | 0      | 1      | 1       |
| Загалом (27 збірних) | Загалом (27 збірних) | 40     | 41     | 44     | 125     |